# 証 (東洋医学)
証（しょう、あかし）は中医学・漢方医学の治療指針となるべくもので、西洋医学で言うところの病名（診断名）に相当するものである。一般的に、証は弁証といわれる、脈診、問診、触診などから導き出され、病の状態を現す。中医学・漢方医学では、この方法によって導き出された証に基づき、鍼灸・漢方の治療方針を決定する。様々な流派があり、それぞれにおいて弁証方法は若干異なる。
現在、日本漢方界においては「病名（診断名）＝処方」「1症状＝処方」が一般的な病院において普及しているが、弁証を重視する流派からは、これは中医学・漢方医学の本来の治療指針からは大きな誤りであり、誤治の起こる危険性を懸念する声も高く、また誤治を起こすと副作用として処理することに対し、遺憾であるとの声も根強い。

## 八綱弁証
八綱弁証とは、病人の証を決定するにあたって、表裏、虚実、寒熱の3対6項目に基づいて、病状を分析する方法。表裏は病気のある場所、虚実は病邪の盛衰と身体の正気の強弱、寒熱は病気の性質を表す。
表裏、虚実、寒熱の3項目の組み合わせで、8種類ができ八網と呼ばれる。

### 表裏
- 表証
- 裏証
- 半表半裏証

### 虚実・寒熱
|      | 熱証                                                                       | 寒証                                                                       |
| ---- | -------------------------------------------------------------------------- | -------------------------------------------------------------------------- |
| 実証 | - 陽熱（胃熱） - 陽実（実熱） - 胆実、小腸実、胃実、大腸実、膀胱実、三焦実 | - 陰寒（脾寒） - 陰実（実寒） - 肝実、心実、脾実、肺実、腎実、心包実       |
| 虚証 | - 陰熱（脾熱） - 陰虚（虚熱） - 肝虚、心虚、脾虚、肺虚、腎虚、心包虚       | - 陽寒（胃寒） - 陽虚（虚寒） - 胆虚、小腸虚、胃虚、大腸虚、膀胱虚、三焦虚 |

## 陰陽
病理の性質に基づいて、全ての疾病を陰陽の二方面に鑑別してみることができる。

### 陽証
陽証とは、生体反応が発揚、増強している病情。表証、実証、熱証がある。主な症状として顔面紅潮、気分が昂揚して活気がある、手足を伸ばす、言葉が多い、脈は浮数滑洪実がある、舌質は紅が多い、炎症、充血、発熱を訴える。

### 陰証
陰証とは、生体反応が沈滞、減弱している病情。裏証、虚証、寒証がある。主な症状として顔面蒼白、気分が沈鬱して活気がない、手足を縮める、言葉が少ない、脈は遅弱細微がある、舌質は淡胖が多い、悪寒や冷えを訴える。

## 六淫（外邪ないし外因）
六淫（外邪ないし外因）とは、外（外気）から侵襲した邪気の総称のこと。通常は六気と言って、邪気になりえない外環境であっても、生体の正気の過不足から邪気と受け止める場合は六淫といい、また季節の気候の過不足（寒すぎ、暑すぎなど）でも六淫となりえる。
病原体、あるいは厳しい自然環境や気候の急激な変化などが原因で発病した際、これらの条件を六淫（外因ないし外邪）と呼ぶ。逆に厳しい環境でも生体の正気の強さによっては六淫とならない場合もあり、外環境と生体の中環境のバランスも関係すると思われる。
風邪（ふうじゃ）／暑（熱）邪／火邪／燥邪／湿邪／寒邪
これに疫癘（えきれい）を加えることもある。

## 七情（内傷ないし内因）
七情（内傷ないし内因）とは、内（内気）から発症した精神の変動の総称のこと。通常は七気と言って、精神的に症があれば起こりうる。
ストレス等による疲れでも発症することが多い。これらの条件を七情（内因ないし内傷）と呼ぶ。
喜（喜び）／怒（怒り）／憂（憂い）／思（思い悩み）／悲（悲しみ）／恐（恐れ）／驚（驚き）

## 六経辨証

### 六経病
太陽経病／陽明経病／少陽経病／太陰経病／少陰経病／厥陰経病

### 三陰三陽病
太陽病／少陽病／陽明病／太陰病／少陰病／厥陰病
合病／併病／直中／両感／壊病

## 経絡辨証

### 奇経八脈辨証
督脈病／任脈病／衝脈病／帯脈病／陽維脈病／陰維脈病／陽蹻脈病／陰蹻脈病

### 正経十二経脈辨証
手太陰肺経病／手陽明大腸経病／足陽明胃経病／足太陰脾経病
手少陰心経病／手太陽小腸経病／足太陽膀胱経病／足少陰腎経病
手厥陰心包経病／手少陽三焦経病／足少陽胆経病／足厥陰肝経病

## 気血水辨証（気血津液辨証）
気病（気実、気虚）／血病（血虚、血寒、血熱、血実（瘀血））／気血同病／水（津液病）

## 衛気栄血辨証
衛分／気分／栄分／血分

## 三焦辨証
上焦病／中焦病／下焦病

## 臓腑病証
肝病（肝気虚、肝血虚、肝陽虚、肝陰虚、肝鬱気滞、肝火上炎、肝陽上亢、肝風内動、肝経湿熱） ／心病（心気虚、心陽虚、心血虚、心陰虚、心血淤阻、痰濁淤阻心脈、大気下陥、痰迷心竅、痰火擾心、心神不寧、心腎不交、心火亢進） ／脾病（脾気虚、脾陽虚、脾陰虚、脾虚湿盛、寒湿困脾、脾胃湿熱、肝脾不和、脾胃昇降失調） ／肺病（肺気虚、肺陽虚、肺陰虚、痰湿阻肺、風寒束肺、肺宣発粛降失調）／腎病（腎陽虚、腎陰虚、腎精不足、腎血淤）／心包病
胆病（胆気虚、胆湿熱、肝胆湿熱）／小腸病／胃病（胃気不和、肝胃不和、胃気上逆） ／大腸病／膀胱病／三焦病

## 日本漢方の「証」
日本漢方における証は、中医学における証と多くが共通している。だが、日本漢方と中医学では、虚実の考え方が異なる。中医学における虚実は正気と邪気のバランスで決まる。したがって一人の身体の中の虚実は、一定でなくそのときどきで変化する。一方、日本漢方では虚実は身体の充実度で決まるので常に一定である。また、日本漢方では実証と虚証の中間として中間証があるが、中医学には中間証はない。

## 日本鍼灸の「証」
臓腑経絡弁証のみが発達して、六部定位脈診による経絡治療が主流である。
- 肝虚熱証／肝虚寒証
- 脾虚熱証（脾虚陽明経実熱証／脾虚胃実熱証／脾虚胃虚熱証）／脾虚寒証
- 脾虚肝実熱証／脾虚肝実証
- 肺虚陽経実熱証／肺虚寒証
- 肺虚肝実証＝腎虚肝実証
- 腎虚熱証／腎虚寒証

なお、1995年に行われた日本経絡学会（現在の日本伝統鍼灸学会）において、以下のように用語の定義が提唱された。
『証』：治療法を指示できる病能名　
（日本経絡学会誌、第26号より）